# 映天湖
映天湖，位于中国西藏自治区那曲市尼玛县境内，地处尼玛县中东部，西与浩波错相邻，东北与托把湖相连。湖面海拔4824米，面积14.4平方公里。湖区气候干寒，年均气温-6℃，年降水量150毫米左右。湖水主要依靠泉水补给，集水区面积494平方公里。